# Цикл женских турниров ITF 2012 (апрель — июнь)
Цикл женских турниров ITF 2012 (англ. 2012 ITF Women's Circuit) — ежегодный женский тур профессиональных теннисистов, проводимый Международной федерацией тенниса.
Статья содержит результаты второй четверти года — с апреля по июнь.

## Расписание

### Легенда
| Призовой фонд |
| 100.000 USD   |
| 75.000 USD    |
| 50.000 USD    |
| 25.000 USD    |
| 15.000 USD    |
| 10.000 USD    |

### Апрель
| Дата начала | Турнир                                                                                | Чемпионки (Счёт финала)                                          | Финалистки                                      |
| ----------- | ------------------------------------------------------------------------------------- | ---------------------------------------------------------------- | ----------------------------------------------- |
| 2 апреля    | Алжир, Алжир $10,000 — Грунт Турнир 2012                                              | Конни Перрен 6-3 6-0                                             | Ивонна Нойвирт                                  |
| 2 апреля    | Алжир, Алжир $10,000 — Грунт Турнир 2012                                              | Александра Романова Алина Вессель 4-6 6-1 [12-10]                | Фатима Эль Аллами Костанца Мекки                |
| 2 апреля    | Анталья, Турция $10,000 — Хард Турнир 2012                                            | Анна Каролина Шмидлова 7-5 6-2                                   | Анна-Лена Фридзам                               |
| 2 апреля    | Анталья, Турция $10,000 — Хард Турнир 2012                                            | Лу Цзясян Лу Цзяцзин 6-1 6-0                                     | Люси Браун Тара Мур                             |
| 2 апреля    | Ираклион, Греция $10,000 — Ковёр Турнир 2012                                          | Сильвия Нирич 6-3 6-4                                            | Тамара Чурович                                  |
| 2 апреля    | Ираклион, Греция $10,000 — Ковёр Турнир 2012                                          | Мартина Борецкая Петра Крейсова 6-0 6-0                          | Лина Гьоческа Деспина Вогасари                  |
| 2 апреля    | Манама, Бахрейн $10,000 — Хард Турнир 2012                                            | Лу Брюло 7-5 6-1                                                 | Александрина Найденова                          |
| 2 апреля    | Манама, Бахрейн $10,000 — Хард Турнир 2012                                            | Эбби Майерс Анна Тюльпа 6-3 3-6 [13-11]                          | Яна Сизикова Анна Цая                           |
| 2 апреля    | Рибейран-Прету, Бразилия $10,000 — Хард Турнир 2012                                   | Беатрис Хаддад Майя 6-0 6-1                                      | Наташа Фуруклас                                 |
| 2 апреля    | Рибейран-Прету, Бразилия $10,000 — Хард Турнир 2012                                   | Фернанда Брито Ракель Пилтчер 6-3 5-7 [10-7]                     | Габриэла Се Карла Форте                         |
| 2 апреля    | Шибеник, Хорватия $10,000 — Грунт Турнир 2012                                         | Индире Акики 7-5 6-2                                             | Тяса Сримпф                                     |
| 2 апреля    | Шибеник, Хорватия $10,000 — Грунт Турнир 2012                                         | София Ковалец Хильда Меландер 2-1 — отказ                        | Василиса Булгакова Анна Шефер                   |
| 2 апреля    | Торрент, Испания $10,000 — Грунт Турнир 2012                                          | Андреа Ласаро Гарсиа 6-0 3-6 4-1 — отказ                         | Джулия Гатто-Монтиконе                          |
| 2 апреля    | Торрент, Испания $10,000 — Грунт Турнир 2012                                          | Ивонн Кавалье Реймерс Исабель Раписарда-Кальво 4-6 7-6(3) [10-8] | Ксения Милевская Анастасия Мухаметова           |
| 2 апреля    | Вилья-Мария, Аргентина $10,000 — Грунт Турнир 2012                                    | Ванеса Фурланетто 6-3 6-4                                        | Патрисия Ку Флорес                              |
| 2 апреля    | Вилья-Мария, Аргентина $10,000 — Грунт Турнир 2012                                    | Патрисия Ку Флорес Даниэла Сегель 4-6 6-1 [10-4]                 | Мария-Фернанда Альварес-Теран Камила Сильва     |
| 2 апреля    | Джексон, США $25,000 — Грунт Турнир 2012                                              | Хейди Эль Табах 6-0 6-4                                          | Елена Бовина                                    |
| 2 апреля    | Джексон, США $25,000 — Грунт Турнир 2012                                              | Елена Бовина Тереза Мрдежа 6-3 6-3                               | Майлен Ору Мария Иригойен                       |
| 2 апреля    | Тессендерло, Бельгия $25,000 — Грунт(i) Турнир 2012                                   | Марина Заневская 6-2 6-2                                         | Татьяна Малек                                   |
| 2 апреля    | Тессендерло, Бельгия $25,000 — Грунт(i) Турнир 2012                                   | Деми Схюрс Марина Заневская 6-4 6-3                              | Татьяна Малек Штефани Фогт                      |
| 9 апреля    | Анталья, Турция $10,000 — Хард Турнир 2012                                            | Николь Мелихар 6-4 6-3                                           | Хуля Эсен                                       |
| 9 апреля    | Анталья, Турция $10,000 — Хард Турнир 2012                                            | Хуля Эсен Лютфие Эсен 1-6 6-4 [10-8]                             | Лу Цзясян Лу Цзяцзин                            |
| 9 апреля    | Каракас, Венесуэла $10,000 — Хард Турнир 2012                                         | Джаннифер Илие 6-1 6-2                                           | Лорен Альбанезе                                 |
| 9 апреля    | Каракас, Венесуэла $10,000 — Хард Турнир 2012                                         | Лорен Альбанезе Зузана Злохова 6-2 6-3                           | Марсела Гимараэс Буэно Флавия Гимараэс Буэно    |
| 9 апреля    | Эль-Фуджайра, ОАЭ $10,000 — Хард Турнир 2012                                          | Фатма Аль Набхани 6-3 6-2                                        | Анкита Райна                                    |
| 9 апреля    | Эль-Фуджайра, ОАЭ $10,000 — Хард Турнир 2012                                          | Яна Сизикова Анна Цая 6-4 6-1                                    | Фатма Аль Набхани Кира Шрофф                    |
| 9 апреля    | Ираклион, Греция $10,000 — Ковёр Турнир 2012                                          | Сильвия Нирич 6-4 7-6(4)                                         | Анжелика Морателли                              |
| 9 апреля    | Ираклион, Греция $10,000 — Ковёр Турнир 2012                                          | Мартина Борецкая Петра Крейсова 6-2 6-3                          | Лина Джёрческа Деспина Вогасари                 |
| 9 апреля    | Хвар, Хорватия $10,000 — Грунт Турнир 2012                                            | Тереза Смиткова 2-6 6-4 6-2                                      | Карла Попович                                   |
| 9 апреля    | Хвар, Хорватия $10,000 — Грунт Турнир 2012                                            | Мартина Кубичикова Тереза Смиткова 6-2 6-4                       | Тереза Мартинцова Петра Роганова                |
| 9 апреля    | Помеция, Италия $10,000 — Грунт Турнир 2012                                           | Александра Саснович 0-6 6-1 6-1                                  | Ралука Олару                                    |
| 9 апреля    | Помеция, Италия $10,000 — Грунт Турнир 2012                                           | Бьянка Ботто Тельяна Перейра 7-6(3) 6-2                          | Бенедетта Давато Анна Шефер                     |
| 9 апреля    | Тлемсен, Алжир $10,000 — Грунт Турнир 2012                                            | Данка Ковинич 6-2 6-2                                            | Александра Романова                             |
| 9 апреля    | Тлемсен, Алжир $10,000 — Грунт Турнир 2012                                            | Александра Романова Алина Вессель 7-5 5-7 [12-10]                | Йоханна Хиоти Элия Лейво                        |
| 9 апреля    | Вилья-дель-Дике, Аргентина $10,000 — Грунт Турнир 2012                                | Даниэла Сегель 1-6 6-0 7-5                                       | Патрисия Ку-Флорес                              |
| 9 апреля    | Вилья-дель-Дике, Аргентина $10,000 — Грунт Турнир 2012                                | Ванеса Фурланетто Аранса Салют Без игры                          | Мария-Фернанда Альварес-Теран Омелия Карон      |
| 9 апреля    | Пелем, США $25,000 — Грунт Турнир 2012                                                | Хейди Эль Табах 3-6 6-2 6-4                                      | Эдина Галловиц-Холл                             |
| 9 апреля    | Пелем, США $25,000 — Грунт Турнир 2012                                                | Жюли Куэн Мари-Эв Пеллетье 7-5 6-4                               | Елена Бовина Екатерина Бычкова                  |
| 9 апреля    | Вэньшань, Китай $50,000 — Хард Турнир 2012                                            | Се Шувэй 6-3 6-3                                                 | Чжэн Сайсай                                     |
| 9 апреля    | Вэньшань, Китай $50,000 — Хард Турнир 2012                                            | Се Шуин Се Шувэй 6-3 6-2                                         | Лю Ваньтин Сюй Ифань                            |
| 16 апреля   | Анталья, Турция $10,000 — Хард Турнир 2012                                            | Яна Бучина 6-3 6-4                                               | Никола Гойер                                    |
| 16 апреля   | Анталья, Турция $10,000 — Хард Турнир 2012                                            | Никола Гойер Янина Толян 6-2 6-2                                 | Лорен Мегейл Николь Мелихар                     |
| 16 апреля   | Арекипа, Перу $10,000 — Грунт Турнир 2012                                             | Каролина Новак 3-6 6-2 6-3                                       | Элизабет Феррис                                 |
| 16 апреля   | Арекипа, Перу $10,000 — Грунт Турнир 2012                                             | Эрин Кларк Ингрид Эсперанса Варгас Кальво 7-6(2) 7-5             | Патрисия Ку Флорес Катрин Габриэла Миранда-Чанг |
| 16 апреля   | Бол, Хорватия $10,000 — Грунт Турнир 2012                                             | Анаис Лорендон 6-4 4-6 6-3                                       | Бернарда Пера                                   |
| 16 апреля   | Бол, Хорватия $10,000 — Грунт Турнир 2012                                             | Николь Клерико Анаис Лорендон 6-2 6-0                            | Джесика Малецкова Тереза Смиткова               |
| 16 апреля   | Каракас, Венесуэла $10,000 — Хард Турнир 2012                                         | Джаннифер Илие 6-4 2-6 6-4                                       | Марина Хираль Лорес                             |
| 16 апреля   | Каракас, Венесуэла $10,000 — Хард Турнир 2012                                         | Мария Андреа Карденас Джаннифер Илие 6-3 4-6 [10-3]              | Луйселена Перес Карина Вендитти                 |
| 16 апреля   | Ираклион, Греция $10,000 — Ковёр Турнир 2012                                          | Аличе Саворетти 6-2 3-6 6-3                                      | Нурия Паррисас-Диас                             |
| 16 апреля   | Ираклион, Греция $10,000 — Ковёр Турнир 2012                                          | Петра Крейсова Сильвия Нирич 6-7(7) 6-3 [10-6]                   | Дана Махалкова Тереза Маликова                  |
| 16 апреля   | Лес-Франкесес-дель-Вальес, Испания $10,000 — Хард Турнир 2012                         | Ксения Милевская 7-5 6-7(5) 6-4                                  | Анастасия Екимова                               |
| 16 апреля   | Лес-Франкесес-дель-Вальес, Испания $10,000 — Хард Турнир 2012                         | Каролина Даниэльс Евгения Пашкова 6-4 6-3                        | Шармада Балу Хэ Сыжуй                           |
| 16 апреля   | Маскат, Оман $10,000 — Хард Турнир 2012                                               | Анна Цая 6-2 6-2                                                 | Летисия Сарразан                                |
| 16 апреля   | Маскат, Оман $10,000 — Хард Турнир 2012                                               | Кира Шрофф Яна Сизикова 6-2 6-4                                  | Барбара Хаас Летисия Сарразан                   |
| 16 апреля   | Вилья-дель-Дике, Аргентина $10,000 — Грунт Турнир 2012                                | Даниэла Сегель 7-5 6-1                                           | Виктория Босио                                  |
| 16 апреля   | Вилья-дель-Дике, Аргентина $10,000 — Грунт Турнир 2012                                | Лусиана Сарменти Даниэла Сегель 6-4 5-7 [10-5]                   | София Луини Гваделупа Перес Рохас               |
| 16 апреля   | Чивитавеккья, Италия $25,000 — Грунт Турнир 2012                                      | Мария-Тереса Торро-Флор 3-6 7-5 6-2                              | Юлия Бейгельзимер                               |
| 16 апреля   | Чивитавеккья, Италия $25,000 — Грунт Турнир 2012                                      | Елена Богдан Ралука Олару 6-3 7-5                                | Клаудиа Джовине Марина Шамайко                  |
| 16 апреля   | Наманган, Узбекистан $25,000 — Хард Турнир 2012                                       | Ольга Пучкова 3-6 6-3 6-2                                        | Донна Векич                                     |
| 16 апреля   | Наманган, Узбекистан $25,000 — Хард Турнир 2012                                       | Оксана Калашникова Марта Сироткина 6-2 7-5                       | Наоми Броуди Паула Каня                         |
| 16 апреля   | Dothan Pro Classic Дотан, США $50,000 — Грунт Турнир 2012                             | Камила Джорджи 6-2 4-6 6-4                                       | Эдина Галловиц-Холл                             |
| 16 апреля   | Dothan Pro Classic Дотан, США $50,000 — Грунт Турнир 2012                             | Эжени Бушар Джессика Пегула 6-4 4-6 [10-5]                       | Шэрон Фичмен Мари-Эв Пеллетье                   |
| 23 апреля   | Андижан, Узбекистан $10,000 — Хард Турнир 2012                                        | Сабина Шарипова 6-2 6-4                                          | Чан Су Джон                                     |
| 23 апреля   | Андижан, Узбекистан $10,000 — Хард Турнир 2012                                        | Альбина Хабибулина Анастасия Васильева 6-0 6-2                   | Сабина Шарипова Екатерина Яшина                 |
| 23 апреля   | Анталья, Турция $10,000 — Хард Турнир 2012                                            | Елизавета Куличкова 7-5 6-2                                      | Далила Якупович                                 |
| 23 апреля   | Анталья, Турция $10,000 — Хард Турнир 2012                                            | Оксана Калашникова София Квацабая 6-4 6-4                        | Ана Богдан Мария Мох                            |
| 23 апреля   | Борнмут, Великобритания $10,000 — Грунт Турнир 2012                                   | Джада Уиндли 6-3 6-1                                             | Наоми Броуди                                    |
| 23 апреля   | Борнмут, Великобритания $10,000 — Грунт Турнир 2012                                   | Каролина Даниэльс Деяна Райцкович 6-4 6-3                        | Эми Боутелл Люси Браун                          |
| 23 апреля   | Луринганчо-Чосика, Перу $10,000 — Грунт Турнир 2012                                   | Ана София Санчес 7-5 6-1                                         | Анастасия Харченко                              |
| 23 апреля   | Луринганчо-Чосика, Перу $10,000 — Грунт Турнир 2012                                   | Лиз Татьяна Кёлер Богарин Изабелла Роббиани 7-5 6-7(4) [10-4]    | Элизабет Феррис Анастасия Харченко              |
| 23 апреля   | Ретимнон, Греция $10,000 — Хард Турнир 2012                                           | Дана Махалкова 6-4 6-4                                           | Нурия Паррисас-Диас                             |
| 23 апреля   | Ретимнон, Греция $10,000 — Хард Турнир 2012                                           | Петра Крейсова Сильвия Нирич 3-6 6-3 [10-7]                      | Адреанна Крестопулу Ирина Папагеоргиу           |
| 23 апреля   | Сан-Северо, Италия $10,000 — Грунт Турнир 2012                                        | Анастасия Гримальская 4-6 6-1 6-1                                | Миртиль Жоржес                                  |
| 23 апреля   | Сан-Северо, Италия $10,000 — Грунт Турнир 2012                                        | Анастасия Гримальская Теодора Мирчич 6-2 6-4                     | Кьяра Мендо Джулия Суссарелло                   |
| 23 апреля   | Сан-Паулу, Бразилия $10,000 — Грунт Турнир 2012                                       | Габриэла Пас 6-4 6-2                                             | Габриэла Се                                     |
| 23 апреля   | Сан-Паулу, Бразилия $10,000 — Грунт Турнир 2012                                       | Ана-Клара Дуарте Габриэла Пас 5-7 6-3 [10-5]                     | Габриэла Се Карла Форте                         |
| 23 апреля   | Вик, Испания $10,000 — Грунт Турнир 2012                                              | Ксения Милевская 6-4 6-2                                         | Анастасия Екимова                               |
| 23 апреля   | Вик, Испания $10,000 — Грунт Турнир 2012                                              | Евгения Пашкова Изабелла Шиникова 6-1 6-2                        | Аманда Каррерас Химена Эрмосо                   |
| 23 апреля   | Каракас, Венесуэла $25,000 — Хард Турнир 2012                                         | Адриана Перес 6-1 6-1                                            | Тельяна Перейра                                 |
| 23 апреля   | Каракас, Венесуэла $25,000 — Хард Турнир 2012                                         | Майлен Ору Мария Иригойен 6-4 6-3                                | Вероника Сепеде Роиг Адриана Перес              |
| 23 апреля   | Тунис, Тунис $25,000 — Грунт Турнир 2012                                              | Сандра Заневская 6-4 4-6 6-2                                     | Унс Джабир                                      |
| 23 апреля   | Тунис, Тунис $25,000 — Грунт Турнир 2012                                              | Елена Богдан Ралука Олару 6-4 6-3                                | Инес Феррер-Суарес Рихел Хогенкамп              |
| 23 апреля   | Boyd Tinsley Women's Clay Court Classic Шарлоттсвилл, США $50,000 — Грунт Турнир 2012 | Мелани Уден 7-6(0) 3-6 6-1                                       | Ирина Фалькони                                  |
| 23 апреля   | Boyd Tinsley Women's Clay Court Classic Шарлоттсвилл, США $50,000 — Грунт Турнир 2012 | Мария Санчес Ясмин Шнак 6-2 6-2                                  | Елена Бовина Юлия Глушко                        |
| 30 апреля   | Анталья, Турция $10,000 — Хард Турнир 2012                                            | Николь Мелихар 5-7 6-4 6-1                                       | Ангелина Габуева                                |
| 30 апреля   | Анталья, Турция $10,000 — Хард Турнир 2012                                            | Юка Мори Каори Ониси 6-2 6-4                                     | Ангелина Габуева Николь Мелихар                 |
| 30 апреля   | Эдинбург, Великобритания $10,000 — Грунт Турнир 2012                                  | Кверина Лемойне 6-1 6-0                                          | Эликсан Лешемия                                 |
| 30 апреля   | Эдинбург, Великобритания $10,000 — Грунт Турнир 2012                                  | Ева Ваканно Каролина Влодарчак 4-6 6-0 [13-11]                   | Эликсан Лешемия Мартина Прадова                 |
| 30 апреля   | Джакарта, Индонезия $10,000 — Хард Турнир 2012                                        | Ван Яфань 6-1 6-3                                                | Ян Цзы                                          |
| 30 апреля   | Джакарта, Индонезия $10,000 — Хард Турнир 2012                                        | Лу Цзясян Лу Цзяцзин 6-4 6-4                                     | Анна Фитцпатрик Джада Уиндли                    |
| 30 апреля   | Сан-Жозе-дус-Кампус, Бразилия $10,000 — Грунт Турнир 2012                             | Габриэла Пас 6-4 6-4                                             | Ализе Лим                                       |
| 30 апреля   | Сан-Жозе-дус-Кампус, Бразилия $10,000 — Грунт Турнир 2012                             | Мария-Фернанда Альварес-Теран Габриэла Пас 6-0 6-3               | Карла Форте Лаура Пигосси                       |
| 30 апреля   | Шымкент, Казахстан $10,000 — Хард Турнир 2012                                         | Сабина Курбанова 6-2 6-3                                         | Ксения Палкина                                  |
| 30 апреля   | Шымкент, Казахстан $10,000 — Хард Турнир 2012                                         | Альбина Хабибулина Анастасия Васильева 3-6 6-1 [10-6]            | Майя Гаверова Ксения Палкина                    |
| 30 апреля   | Трухильо, Перу $10,000 — Грунт Турнир 2012                                            | Анастасия Харченко 4-6 6-2 6-3                                   | Патрисия Ку Флорес                              |
| 30 апреля   | Трухильо, Перу $10,000 — Грунт Турнир 2012                                            | Надя Эчеверрия-Алам Элизабет Феррис 7-5 6-1                      | Лиз Татьяна Кёлер Богарин Кира Войцик           |
| 30 апреля   | Висбаден, Германия $10,000 — Грунт Турнир 2012                                        | Анна Данилина 7-6(2) 7-6(4)                                      | Лаура Зигемунд                                  |
| 30 апреля   | Висбаден, Германия $10,000 — Грунт Турнир 2012                                        | Лаура Зигемунд Кейтлин Хуриски 6-0 6-0                           | Александра Романова Сильвия Загорская           |
| 30 апреля   | Кьяссо, Швейцария $25,000 — Грунт Турнир 2012                                         | Амра Садикович 6-3 6-3                                           | Тереза Мрдежа                                   |
| 30 апреля   | Кьяссо, Швейцария $25,000 — Грунт Турнир 2012                                         | Дарья Гаврилова Ирина Хромачёва 6-0 7-6(1)                       | Конни Перрен Маша Зец-Пешкирич                  |
| 30 апреля   | Москва, Россия $25,000 — Хард(i) Турнир 2012                                          | Маргарита Гаспарян 6-3 4-6 6-1                                   | Чагла Бююкакчай                                 |
| 30 апреля   | Москва, Россия $25,000 — Хард(i) Турнир 2012                                          | Паула Каня Полина Пехова 6-4 3-6 [10-7]                          | Татьяна Котельникова Лидия Морозова             |
| 30 апреля   | Kangaroo Cup Гифу, Япония $50,000 — Хард Турнир 2012                                  | Кимико Датэ-Крумм 6-1 5-7 6-3                                    | Ноппаван Летчивакан                             |
| 30 апреля   | Kangaroo Cup Гифу, Япония $50,000 — Хард Турнир 2012                                  | Джессика Пегула Чжэн Сайсай 6-4 3-6 [10-4]                       | Чжань Цзиньвэй Сюй Вэньсинь                     |
| 30 апреля   | Audi Melbourne Pro Tennis Classic Индиан-Харбор-Бич, США $50,000 — Грунт Турнир 2012  | Грейс Мин 6-4 7-6(4)                                             | Мария Санчес                                    |
| 30 апреля   | Audi Melbourne Pro Tennis Classic Индиан-Харбор-Бич, США $50,000 — Грунт Турнир 2012  | Мария-Фернанда Алвес Джессика Мур 6-7(6) 6-3 [10-8]              | Мари-Эв Пеллетье Алёна Сотникова                |

### Май
| Дата начала | Турнир                                                                                               | Чемпионки (Счёт финала)                                | Финалистки                                         |
| ----------- | --- | ------------------------------------------------------ | -------------------------------------------------- |
| 7 мая       | Алма-Ата, Казахстан $10,000 — Хард Турнир 2012                                                       | Ксения Кириллова 6-2 7-5                               | Карина Исаян                                       |
| 7 мая       | Алма-Ата, Казахстан $10,000 — Хард Турнир 2012                                                       | Сабина Шарипова Екатерина Яшина 6-4 3-6 [10-3]         | Альбина Хабибулина Анастасия Васильева             |
| 7 мая       | Бостад, Швеция $10,000 — Грунт Турнир 2012                                                           | Эжени Бушар 7-6(4) 6-0                                 | Катарина Ленерт                                    |
| 7 мая       | Бостад, Швеция $10,000 — Грунт Турнир 2012                                                           | Сандра Рома Эвелина Виртанен 6-2 3-6 [10-7]            | Хильда Меландер Паулина Милосавлевич               |
| 7 мая       | Флоренция, Италия $10,000 — Грунт Турнир 2012                                                        | Анаис Лорендон 6-4 6-4                                 | Магда Линетт                                       |
| 7 мая       | Флоренция, Италия $10,000 — Грунт Турнир 2012                                                        | Джоя Барбьери Андрея-Роксана Вайдяну 6-2 6-7(2) [10-8] | Николь Клерико Анаис Лорендон                      |
| 7 мая       | Стамбул, Турция $10,000 — Хард Турнир 2012                                                           | Башак Эрайдын 6-3 6-1                                  | Нурия Паррисас-Диас                                |
| 7 мая       | Стамбул, Турция $10,000 — Хард Турнир 2012                                                           | Башак Эрайдын Мелис Сезер 6-2 3-6 [10-7]               | Фатма Аль Набхани Анна Цая                         |
| 7 мая       | Бад-Заров, Германия $10,000 — Грунт Турнир 2012                                                      | Анна Каролина Шмидлова 6-1 6-3                         | Катерина Ванькова                                  |
| 7 мая       | Бад-Заров, Германия $10,000 — Грунт Турнир 2012                                                      | Мартина Борецкая Симона Добра 6-2 6-2                  | Каролина Даниэльс Деяна Райцкович                  |
| 7 мая       | Нью-Дели, Индия $10,000 — Хард Турнир 2012                                                           | Ли Пэйцзи 6-4 6-2                                      | Наташа Палха                                       |
| 7 мая       | Нью-Дели, Индия $10,000 — Хард Турнир 2012                                                           | Рушми Чакраварти Анкита Райна 6-1 6-4                  | Лю Юсюань Чжао Циньцянь                            |
| 7 мая       | Роли, США $25,000 — Грунт Турнир 2012                                                                | Грейс Мин 3-6 6-2 6-3                                  | Тамарин Хендлер                                    |
| 7 мая       | Роли, США $25,000 — Грунт Турнир 2012                                                                | Габриэла Дабровски Мари-Эв Пеллетье 6-4 4-6 [10-5]     | Александра Мюллер Эйжа Мухаммад                    |
| 7 мая       | Таракан, Индонезия $25,000 — Хард(i) Турнир 2012                                                     | Лу Цзяцзин 6-2 0-6 6-2                                 | Нунгнида Луангнам                                  |
| 7 мая       | Таракан, Индонезия $25,000 — Хард(i) Турнир 2012                                                     | Тьяки Окадауэ Юрика Сэма 6-4 7-6(4)                    | Хюинь Фыонг Дай Чанг Ли Сора                       |
| 7 мая       | Росарио, Аргентина $25,000 — Грунт Турнир 2012                                                       | Тельяна Перейра 7-5 7-6(5)                             | Майлен Ору                                         |
| 7 мая       | Росарио, Аргентина $25,000 — Грунт Турнир 2012                                                       | Тельяна Перейра Николь Роттманн 6-2 7-5                | Вероника Сепеде Роиг Лусиана Сарменти              |
| 7 мая       | Бразилиа, Бразилия $25,000 — Грунт Турнир 2012                                                       | Габриэла Пас 6-3 6-3                                   | Андреа Кох Бенвенуто                               |
| 7 мая       | Бразилиа, Бразилия $25,000 — Грунт Турнир 2012                                                       | Мария-Фернанда Альварес-Теран Габриэла Пас 6-2 6-4     | Ализе Лим Александрина Найденова                   |
| 7 мая       | Кубок Фукуоки Фукуока, Япония $50,000 — Трава Турнир 2012                                            | Кейси Деллакква 6-4 6-1                                | Моника Адамчак                                     |
| 7 мая       | Кубок Фукуоки Фукуока, Япония $50,000 — Трава Турнир 2012                                            | Моника Адамчак Стефани Бенгсон 6-4 6-4                 | Миса Эгути Акико Омаэ                              |
| 7 мая       | Open GDF Suez de Cagnes-sur-Mer Alpes-Maritimes Кань-сюр-Мер, Франция $100,000+H — Грунт Турнир 2012 | Юлия Путинцева 6-2 6-1                                 | Патриция Майр-Ахлайтнер                            |
| 7 мая       | Open GDF Suez de Cagnes-sur-Mer Alpes-Maritimes Кань-сюр-Мер, Франция $100,000+H — Грунт Турнир 2012 | Александра Панова Урсула Радваньская 7-5 4-6 [10-6]    | Каталин Мароши Рената Ворачова                     |
| 14 мая      | Салунга-Лендисвиль, США $10,000 — Хард Турнир 2012                                                   | Пиа Суомалайнен 7-6(4) 6-1                             | Элизабет Люмпкин                                   |
| 14 мая      | Салунга-Лендисвиль, США $10,000 — Хард Турнир 2012                                                   | Макол Харкинс Сюй Цзеюй 6-3 6-4                        | Габриэла Дабровски Александра Мюллер               |
| 14 мая      | Стамбул, Турция $10,000 — Грунт Турнир 2012                                                          | Кверина Лемойне 6-2 7-6(5)                             | Ани Амирагян                                       |
| 14 мая      | Стамбул, Турция $10,000 — Грунт Турнир 2012                                                          | Башак Эрайдын Ипек Сойлу 3-6 6-2 [10-5]                | Лю Чан Чжан Наньнань                               |
| 14 мая      | Бостад, Швеция $10,000 — Грунт Турнир 2012                                                           | Эжени Бушар 6-3 6-0                                    | Милана Шпремо                                      |
| 14 мая      | Бостад, Швеция $10,000 — Грунт Турнир 2012                                                           | Сандра Рома Эвелина Виртанен 6-3 6-7(4) [10-6]         | Люси Браун Милана Шпремо                           |
| 14 мая      | Росарио, Аргентина $10,000 — Грунт Турнир 2012                                                       | Ана София Санчес 6-1 6-3                               | Гваделупа Морено                                   |
| 14 мая      | Росарио, Аргентина $10,000 — Грунт Турнир 2012                                                       | Татьяна Буа Камила Сильва 6-4 7-6(2)                   | Лусиана Сарменти Даниэла Сегель                    |
| 14 мая      | Фергана, Узбекистан $25,000 — Хард Турнир 2012                                                       | Донна Векич 6-2 6-2                                    | Надежда Киченок                                    |
| 14 мая      | Фергана, Узбекистан $25,000 — Хард Турнир 2012                                                       | Надежда Киченок Людмила Киченок 6-4 6-1                | Альбина Хабибулина Анастасия Васильева             |
| 14 мая      | Касабланка, Марокко $25,000 — Грунт Турнир 2012                                                      | Аранча Парра Сантонха 6-4 6-4                          | Ольга Савчук                                       |
| 14 мая      | Касабланка, Марокко $25,000 — Грунт Турнир 2012                                                      | Ольга Савчук Рената Ворачова 6-1 6-4                   | Елена Богдан Ралука Олару                          |
| 14 мая      | Казерта, Италия $25,000 — Грунт Турнир 2012                                                          | Бьянка Ботто 6-1 6-0                                   | Александра Крунич                                  |
| 14 мая      | Казерта, Италия $25,000 — Грунт Турнир 2012                                                          | Катажина Питер Романа Каролина Табак 6-2 6-3           | Виктория Голубич Александра Крунич                 |
| 14 мая      | Москва, Россия $25,000 — Грунт Турнир 2012                                                           | Маргарита Гаспарян 4-6 6-4 7-6(2)                      | Дарья Гаврилова                                    |
| 14 мая      | Москва, Россия $25,000 — Грунт Турнир 2012                                                           | Валентина Ивахненко Катерина Козлова 6-1 6-3           | Дарья Лебешева Юлия Валетова                       |
| 14 мая      | Куруме, Япония $50,000 — Трава Турнир 2012                                                           | Чжэн Сайсай 7-5 6-2                                    | Моника Адамчак                                     |
| 14 мая      | Куруме, Япония $50,000 — Трава Турнир 2012                                                           | Хань Синьюнь Сунь Шэннань 6-1 6-0                      | Ксения Лыкина Мелани Саут                          |
| 14 мая      | Open Saint-Gaudens Midi Pyrénées Сен-Годенс, Франция $50,000+H — Грунт Турнир 2012                   | Мариана Дуке-Мариньо 4-6 6-3 6-2                       | Клер Фёэрстен                                      |
| 14 мая      | Open Saint-Gaudens Midi Pyrénées Сен-Годенс, Франция $50,000+H — Грунт Турнир 2012                   | Весна Долонц Ирина Хромачёва 6-2 6-0                   | Наоми Броуди Юлия Глушко                           |
| 14 мая      | Sparta Prague Open Прага, Чехия $100,000 — Грунт Турнир 2012                                         | Луция Шафаржова 6-3 7-5                                | Клара Закопалова                                   |
| 14 мая      | Sparta Prague Open Прага, Чехия $100,000 — Грунт Турнир 2012                                         | Ализе Корне Виржини Раззано 6-2 6-3                    | Акгуль Аманмурадова Кейси Деллакква                |
| 21 мая      | Самтер, США $10,000 — Хард Турнир 2012                                                               | Луиза Чирико 6-4 6-3                                   | Виктория Дюваль                                    |
| 21 мая      | Самтер, США $10,000 — Хард Турнир 2012                                                               | Джан Абаза Никола Слейтер 7-6(1) 6-3                   | Элизабет Феррис Маё Хиби                           |
| 21 мая      | Тимишоара, Румыния $10,000 — Грунт Турнир 2012                                                       | Кристина-Андрея Миту 6-2 6-0                           | Виктория Малова                                    |
| 21 мая      | Тимишоара, Румыния $10,000 — Грунт Турнир 2012                                                       | Теодора Мирчич Кристина-Андрея Миту 6-1 6-2            | Лина Джёрческа Далия Зафирова                      |
| 21 мая      | Гечо, Испания $10,000 — Грунт Турнир 2012                                                            | Аманда Каррерас 6-3 4-6 6-4                            | Ивонн Кавалье Реймерс                              |
| 21 мая      | Гечо, Испания $10,000 — Грунт Турнир 2012                                                            | Бенедетта Давато Федерика Кверча 7-6(3) 6-2            | Росио де ла Торре-Санчес Арабела Фернандес-Рабенер |
| 21 мая      | Нью-Дели, Индия $10,000 — Хард Турнир 2012                                                           | Ришика Сункара 6-2 6-4                                 | Симран Каур Сети                                   |
| 21 мая      | Нью-Дели, Индия $10,000 — Хард Турнир 2012                                                           | Рушми Чакраварти Анкита Райна 6-3 6-2                  | Сри Вайшнави Педди Редди Прартана Томбаре          |
| 21 мая      | Измир, Турция $10,000 — Хард Турнир 2012                                                             | Башак Эрайдын 6-0 6-1                                  | Беатрис Седермарк                                  |
| 21 мая      | Измир, Турция $10,000 — Хард Турнир 2012                                                             | Наталья Седлиская Сильвия Загорская 6-4 6-3            | Надя Абдала Яна Сизикова                           |
| 21 мая      | Раанана, Израиль $10,000 — Хард Турнир 2012                                                          | Офри Ланкри 6-0 6-1                                    | Деспина Вогасари                                   |
| 21 мая      | Раанана, Израиль $10,000 — Хард Турнир 2012                                                          | Эстер Масури Екатерина Тур 7-5 1-6 [10-5]              | Ангелина Габуева Владислава Заносиенко             |
| 21 мая      | Веленье, Словения $10,000 — Грунт Турнир 2012                                                        | Анна-Лена Фридзам 6-1 6-3                              | Аньезе Цуккини                                     |
| 21 мая      | Веленье, Словения $10,000 — Грунт Турнир 2012                                                        | Анна-Лена Фридзам Ванда Лукач 7-6(3) 5-7 [10-4]        | Аня Прислан Деяна Райцкович                        |
| 21 мая      | Астана, Казахстан $25,000 — Хард(i) Турнир 2012                                                      | Людмила Киченок 4-6 6-4 6-2                            | Лиза Вайбурн                                       |
| 21 мая      | Астана, Казахстан $25,000 — Хард(i) Турнир 2012                                                      | Валентина Ивахненко Катерина Козлова 6-2 6-0           | Диана Исаева Ксения Кириллова                      |
| 21 мая      | Чханвон, Южная Корея $25,000 — Хард Турнир 2012                                                      | Дуань Инъин 6-4 6-3                                    | Чжан Лин                                           |
| 21 мая      | Чханвон, Южная Корея $25,000 — Хард Турнир 2012                                                      | Лю Ваньтин Сюй Ифань 6-4 7-5                           | Ян Чжаосюань Чжан Кайлинь                          |
| 21 мая      | Брешиа, Италия $25,000 — Грунт Турнир 2012                                                           | Анна Каролина Шмидлова 6-3 6-2                         | Беатрис Гарсия-Видагани                            |
| 21 мая      | Брешиа, Италия $25,000 — Грунт Турнир 2012                                                           | Коринна Дентони Диана Марцинкевич 6-2 6-1              | Тереза Мрдежа Маша Зец-Пешкирич                    |
| 21 мая      | Каруидзава, Япония $25,000 — Трава Турнир 2012                                                       | Марта Сироткина 6-4 2-6 6-4                            | Дзюнри Намигата                                    |
| 21 мая      | Каруидзава, Япония $25,000 — Трава Турнир 2012                                                       | Се Шуин Кумико Иидзима 3-6 7-6(6) [10-1]               | Саманта Маррей Эмили Уэбли-Смит                    |
| 28 мая      | Хилтон-Хед-Айленд, США $10,000 — Хард Турнир 2012                                                    | Маё Хиби 6-3 6-1                                       | Джессика Мур                                       |
| 28 мая      | Хилтон-Хед-Айленд, США $10,000 — Хард Турнир 2012                                                    | Анамика Бхаргава Сильвия Крывач 6-1 6-4                | Елена Дуришич Рио Китагава                         |
| 28 мая      | Карши, Узбекистан $10,000 — Хард Турнир 2012                                                         | Ксения Милевская 6-4 7-5                               | Надежда Киченок                                    |
| 28 мая      | Карши, Узбекистан $10,000 — Хард Турнир 2012                                                         | Дарья Лебешева Екатерина Яшина 7-6(5) 6-2              | Альбина Хабибулина Анастасия Васильева             |
| 28 мая      | Арад, Румыния $10,000 — Грунт Турнир 2012                                                            | Лина Джёрческа 4-6 6-4 6-3                             | Виктория Малова                                    |
| 28 мая      | Арад, Румыния $10,000 — Грунт Турнир 2012                                                            | Лина Джёрческа Виктория Малова Без игры                | Александра Дамаскин Патрича Мария Циг              |
| 28 мая      | Кантаньеди, Португалия $10,000 — Ковёр Турнир 2012                                                   | Шарлен Сеатё 4-6 6-3 6-4                               | Ольга Саес Ларра                                   |
| 28 мая      | Кантаньеди, Португалия $10,000 — Ковёр Турнир 2012                                                   | Маргарида Моура Жуана Вале Кошта 7-5 6-1               | Аида Мартинес Санхуан Паула Мосете-Таламантес      |
| 28 мая      | Трабзон, Турция $10,000 — Хард Турнир 2012                                                           | Маргарита Лазарева 6-4 6-3                             | Мелис Сезер                                        |
| 28 мая      | Трабзон, Турция $10,000 — Хард Турнир 2012                                                           | Маргарита Лазарева Эбби Майерс 6-2 6-3                 | Султан Гонен Бусра Кайрун                          |
| 28 мая      | Варшава, Польша $10,000 — Грунт Турнир 2012                                                          | Шанталь Шкамлова 6-3 6-2                               | Катажина Кава                                      |
| 28 мая      | Варшава, Польша $10,000 — Грунт Турнир 2012                                                          | Элин Буйкенс Кейтлин Хуриски 6-2 6-2                   | Каролина Косиньска Александра Росольска            |
| 28 мая      | Пршеров, Чехия $15,000 — Грунт Турнир 2012                                                           | Кристина-Андрея Миту 6-2 6-3                           | Мартина Кубичикова                                 |
| 28 мая      | Пршеров, Чехия $15,000 — Грунт Турнир 2012                                                           | Никола Франкова Тереза Гладикова 4-6 7-6(7) [10-8]     | Симона Добра Луция Кригсманнова                    |
| 28 мая      | Кимчхон, Южная Корея $25,000 — Хард Турнир 2012                                                      | Дуань Инъин 6-2 6-1                                    | Шанель Симмондс                                    |
| 28 мая      | Кимчхон, Южная Корея $25,000 — Хард Турнир 2012                                                      | Ху Юэюэ Сюй Ифань 6-0 3-6 [10-7]                       | Лян Чэнь Сунь Шэннань                              |
| 28 мая      | Градо, Италия $25,000 — Грунт Турнир 2012                                                            | Мария Елена Камерин 6-2 6-3                            | Ивонн Мойсбургер                                   |
| 28 мая      | Градо, Италия $25,000 — Грунт Турнир 2012                                                            | Маргалита Чахнашвили Екатерина Горгодзе 7-6(2) 7-6(1)  | Клаудиа Джовине Анастасия Гримальская              |
| 28 мая      | Марибор, Словения $25,000 — Грунт Турнир 2012                                                        | Анна-Лена Фридзам 2-6 7-6(1) 6-2                       | Тельяна Перейра                                    |
| 28 мая      | Марибор, Словения $25,000 — Грунт Турнир 2012                                                        | Елена Богдан Катрин Вёрле 6-2 2-6 [10-5]               | Карен Барбат Анна-Лена Фридзам                     |
| 28 мая      | Сакраменто, США $50,000 — Хард Турнир 2012                                                           | Мария Санчес 4-6 6-3 6-1                               | Джессика Пегула                                    |
| 28 мая      | Сакраменто, США $50,000 — Хард Турнир 2012                                                           | Эйжа Мухаммад Ясмин Шнак 6-3 7-6(4)                    | Кейтлин Кристиан Мария Санчес                      |

### Июнь
| Дата начала | Турнир                                                                                        | Чемпионки (Счёт финала)                                | Финалистки                                      |
| ----------- | --------------------------------------------------------------------------------------------- | ------------------------------------------------------ | ----------------------------------------------- |
| 4 июня      | Сантус, Бразилия $10,000 — Грунт Турнир 2012                                                  | Ана-Клара Дуарте 6-2 3-6 6-1                           | Фернанда Брито                                  |
| 4 июня      | Сантус, Бразилия $10,000 — Грунт Турнир 2012                                                  | Эдуарда Пиай Карина Вендитти 6-3 7-6(4)                | Габриэла Се Ракель Пилтчер                      |
| 4 июня      | Амаранти, Португалия $10,000 — Хард Турнир 2012                                               | Виржини Аяссами 6-4 1-6 6-2                            | Жуана Вали Кошта                                |
| 4 июня      | Амаранти, Португалия $10,000 — Хард Турнир 2012                                               | Иветта Лопес Нурия Паррисас-Диас Без игры              | Ольга Брозда Наталья Колат                      |
| 4 июня      | Агры, Турция $10,000 — Ковёр Турнир 2012                                                      | Башак Эрайдын 6-3 6-3                                  | Жаннин Прентнер                                 |
| 4 июня      | Агры, Турция $10,000 — Ковёр Турнир 2012                                                      | Александра Романова Шанталь Шкамлова 6-3 4-6 [10-7]    | Эбби Майерс Яна Сизикова                        |
| 4 июня      | Тайбэй, Тайвань $10,000 — Хард(i) Турнир 2012                                                 | Нунгнадда Ваннасук 6-4 7-6(3)                          | Чжань Цзиньвэй                                  |
| 4 июня      | Тайбэй, Тайвань $10,000 — Хард(i) Турнир 2012                                                 | Гао Шаоюань Ли Хуачжэнь 6-3 6-3                        | Сюй Цзинвэнь Ли Ясюань                          |
| 4 июня      | Сараево, Босния и Герцеговина $10,000 — Грунт Турнир 2012                                     | Камелия-Елена Христя 6-3 3-6 6-4                       | Бернарда Пера                                   |
| 4 июня      | Сараево, Босния и Герцеговина $10,000 — Грунт Турнир 2012                                     | Барбара Бонич Неда Копрцина 2-6 7-5 [10-8]             | Дагмара Баскова Тереза Маликова                 |
| 4 июня      | Злин, Чехия $25,000 — Грунт Турнир 2012                                                       | Мария-Тереса Торро-Флор 6-1 1-6 6-1                    | Ясмина Тинич                                    |
| 4 июня      | Злин, Чехия $25,000 — Грунт Турнир 2012                                                       | Елица Костова Ясмина Тинич 4-6 6-1 [10-8]              | Вероника Сепеде Роиг Тельяна Перейра            |
| 4 июня      | Карши, Узбекистан $25,000 — Хард Турнир 2012                                                  | Надежда Киченок 6-3 7-6(3)                             | Тадея Маерич                                    |
| 4 июня      | Карши, Узбекистан $25,000 — Хард Турнир 2012                                                  | Валентина Ивахненко Катерина Козлова 7-5 6-3           | Вероника Капшай Теодора Мирчич                  |
| 4 июня      | Эль-Пасо, США $25,000 — Хард Турнир 2012                                                      | Мари-Эв Пеллетье 7-5 6-4                               | Эшли Вейнхольд                                  |
| 4 июня      | Эль-Пасо, США $25,000 — Хард Турнир 2012                                                      | Саназ Маранд Эшли Вейнхольд 6-4 6-3                    | Фатма Аль Набхани Мария-Фернанда Альварес-Теран |
| 4 июня      | AEGON Trophy Ноттингем, Великобритания $75,000 — Трава Турнир 2012                            | Урсула Радваньская 6-1 4-6 6-1                         | Коко Вандевеге                                  |
| 4 июня      | AEGON Trophy Ноттингем, Великобритания $75,000 — Трава Турнир 2012                            | Элени Данилиду Кейси Деллакква 6-4 6-2                 | Лора Робсон Хезер Уотсон                        |
| 11 июня     | Эрзинджан, Турция $10,000 — Хард Турнир 2012                                                  | Шанталь Шкамлова 6-1 6-1                               | Жаннин Прентнер                                 |
| 11 июня     | Эрзинджан, Турция $10,000 — Хард Турнир 2012                                                  | Шанталь Шкамлова Алина Вессель 6-0 6-4                 | Жаннин Прентнер Евгения Свинцова                |
| 11 июня     | Яблонец-над-Нисоу, Чехия $10,000 — Грунт Турнир 2012                                          | Клара Фабикова 6-4 6-1                                 | Катерина Крамперова                             |
| 11 июня     | Яблонец-над-Нисоу, Чехия $10,000 — Грунт Турнир 2012                                          | Виктория Кан Катерина Синякова 6-4 6-3                 | Мартина Борецкая Петра Крейсова                 |
| 11 июня     | Меппел, Нидерланды $10,000 — Грунт Турнир 2012                                                | Исалин Бонавентюре 6-2 6-4                             | Юлия Киммельманн                                |
| 11 июня     | Меппел, Нидерланды $10,000 — Грунт Турнир 2012                                                | Исалин Бонавентюре Николетта ван Эйтерт 6-1 4-6 [10-7] | Марритт Бонстра Вивиан Хайзен                   |
| 11 июня     | Токио, Япония $10,000 — Хард Турнир 2012                                                      | Нао Хибино 6-0 6-2                                     | Мари Танака                                     |
| 11 июня     | Токио, Япония $10,000 — Хард Турнир 2012                                                      | Майко Иноуэ Каори Ониси 5-7 7-5 [10-7]                 | Акари Иноуэ Хироко Кувата                       |
| 11 июня     | Бетани-Бич, США $10,000 — Грунт Турнир 2012                                                   | Воислава Лукич 6-2 7-5                                 | Саназ Маранд                                    |
| 11 июня     | Бетани-Бич, США $10,000 — Грунт Турнир 2012                                                   | Жаклин Како Саназ Маранд 6-1 6-2                       | Анастасия Харченко Ника Кухарчук                |
| 11 июня     | Бухара, Узбекистан $25,000 — Хард Турнир 2012                                                 | Зарина Дияс 6-0 6-0                                    | Людмила Киченок                                 |
| 11 июня     | Бухара, Узбекистан $25,000 — Хард Турнир 2012                                                 | Людмила Киченок Надежда Киченок 7-5 7-5                | Валентина Ивахненко Катерина Козлова            |
| 11 июня     | Падуя, Италия $25,000 — Грунт Турнир 2012                                                     | Анна-Лена Фридзам 6-2 6-2                              | Коринна Дентони                                 |
| 11 июня     | Падуя, Италия $25,000 — Грунт Турнир 2012                                                     | Джола Барбьери Анастасия Гримальская 6-2 6-1           | Федерика Гроциозо Лиза Сабино                   |
| 11 июня     | AEGON Nottingham Challenge Ноттингем, Великобритания $50,000 — Трава Турнир 2012              | Эшли Барти 6-1 6-1                                     | Татьяна Малек                                   |
| 11 июня     | AEGON Nottingham Challenge Ноттингем, Великобритания $50,000 — Трава Турнир 2012              | Эшли Барти Салли Пирс 7-6(2) 3-6 [10-5]                | Река-Луца Яни Мария Жуан Кёлер                  |
| 11 июня     | Крайова, Румыния $50,000+H — Грунт Турнир 2012                                                | Мария-Тереса Торро-Флор 6-3 6-4                        | Кристина-Андрея Миту                            |
| 11 июня     | Крайова, Румыния $50,000+H — Грунт Турнир 2012                                                | Рената Ворачова Ленка Винерова 2-6 6-3 [10-6]          | Паула Каня Ирина Хромачёва                      |
| 11 июня     | Open GDF Suez de Marseille Марсель, Франция $100,000 — Грунт Турнир 2012                      | Лурдес Домингес Лино 6-3 6-3                           | Полин Пармантье                                 |
| 11 июня     | Open GDF Suez de Marseille Марсель, Франция $100,000 — Грунт Турнир 2012                      | Северин Бельтрам Лора Торп 6-1 6-4                     | Кристина Барруа Ольга Савчук                    |
| 18 июня     | Кёльн, Германия $10,000 — Грунт Турнир 2012                                                   | Юлия Киммельманн 6-2 1-6 7-5                           | Елена Панджич                                   |
| 18 июня     | Кёльн, Германия $10,000 — Грунт Турнир 2012                                                   | Юлия Майр Далия Зафирова 6-1 6-1                       | Наталья Росси Каролина Себальос                 |
| 18 июня     | Стамбул, Турция $10,000 — Хард Турнир 2012                                                    | Юлия Калабина 6-2 6-2                                  | Ксения Кириллова                                |
| 18 июня     | Стамбул, Турция $10,000 — Хард Турнир 2012                                                    | Беатрис Мария Мартинс Секато Эбби Майерс 6-1 7-6(7)    | Диана Исаева Ксения Кириллова                   |
| 18 июня     | Крайова, Румыния $10,000 — Грунт Турнир 2012                                                  | Сабина Лупу 6-2 6-4                                    | Даниэлла Хармсен                                |
| 18 июня     | Крайова, Румыния $10,000 — Грунт Турнир 2012                                                  | Камелия-Елена Христя Аличе-Андрада Раду 6-0 3-6 [10-6] | Лаура-Йоана Андрей Ралука-Елена Платон          |
| 18 июня     | Уильямсберг, США $10,000 — Грунт Турнир 2012                                                  | Воислава Лукич 6-1 6-3                                 | Кэролайн Дойл                                   |
| 18 июня     | Уильямсберг, США $10,000 — Грунт Турнир 2012                                                  | Лора Дейджман Джулия Мориарти 6-4 6-4                  | Жаклин Како Уитни Джонс                         |
| 18 июня     | Миэ, Япония $10,000 — Трава Турнир 2012                                                       | Нао Хибино 6-2 0-6 6-3                                 | Юрина Косино                                    |
| 18 июня     | Миэ, Япония $10,000 — Трава Турнир 2012                                                       | Хироко Кувата Юки Танака 6-3 3-6 [10-5]                | Акари Иноуэ Каори Ониси                         |
| 18 июня     | Ниш, Сербия $10,000 — Грунт Турнир 2012                                                       | Наталья Костич 3-6 6-2 6-3                             | Индире Акики                                    |
| 18 июня     | Ниш, Сербия $10,000 — Грунт Турнир 2012                                                       | Хуля Эсен Лютфие Эсен 3-6 7-6(2) [10-6]                | Лина Джёрческа Мария Мох                        |
| 18 июня     | Нью-Дели, Индия $10,000 — Хард Турнир 2012                                                    | Анкита Райна 6-4 6-2                                   | Прерна Бхамбри                                  |
| 18 июня     | Нью-Дели, Индия $10,000 — Хард Турнир 2012                                                    | Айшварая Агравал Анкита Райна 6-1 6-4                  | Эстер Мазури Наоми Тотка                        |
| 18 июня     | Алкмар, Нидерланды $10,000 — Грунт Турнир 2012                                                | Кристина Кучова 6-3 6-4                                | Янина Толян                                     |
| 18 июня     | Алкмар, Нидерланды $10,000 — Грунт Турнир 2012                                                | Элин Буйкенс Кейтлин Хуриски 6-2 6-4                   | Каролина Даниэльс Светлана Пироженко            |
| 18 июня     | Кампобассо, Италия $10,000 — Грунт Турнир 2012                                                | Федерика ди Сарра 7-5 6-2                              | Ани Амирагян                                    |
| 18 июня     | Кампобассо, Италия $10,000 — Грунт Турнир 2012                                                | Федерика ди Сарра Джулия Пайроне 6-2 6-1               | Джулия Гаспарри Джулия Суссарелло               |
| 18 июня     | Мадрид, Испания $10,000 — Грунт Турнир 2012                                                   | Лаура Шнедер 0-6 7-5 6-4                               | Росио де ла Торре-Санчес                        |
| 18 июня     | Мадрид, Испания $10,000 — Грунт Турнир 2012                                                   | Татьяна Буа Мелина Ферреро 6-4 6-1                     | Маргарида Моура Ольга Паррес-Аскойтия           |
| 18 июня     | Шарм-эш-Шейх, Египет $10,000 — Хард Турнир 2012                                               | Винъяу Венис Чжань 6-7(5) 6-3 6-4                      | Екатерина Яшина                                 |
| 18 июня     | Шарм-эш-Шейх, Египет $10,000 — Хард Турнир 2012                                               | Сабрина Бамбурак Барбара Бонич 6-4 7-6(0)              | Полина Монова Екатерина Яшина                   |
| 18 июня     | Коян, Южная Корея $25,000 — Хард Турнир 2012                                                  | Дуань Инъин 6-3 6-3                                    | Чжан Лин                                        |
| 18 июня     | Коян, Южная Корея $25,000 — Хард Турнир 2012                                                  | Лю Ваньтин Сунь Шэннань 6-7(1) 6-3 [10-7]              | Нича Летпитаксинчай Пеангтарн Плипыч            |
| 18 июня     | Open GDF Suez Montpellier Agglomération Hérault Монпелье, Франция $25,000 — Грунт Турнир 2012 | Северин Бельтрам 6-2 7-6(4)                            | Каталина Кастаньо                               |
| 18 июня     | Open GDF Suez Montpellier Agglomération Hérault Монпелье, Франция $25,000 — Грунт Турнир 2012 | Северин Бельтрам Лора Торп 4-6 6-4 [10-6]              | Майлен Ору Мария Иригойен                       |
| 18 июня     | Ленцерхайде, Швейцария $25,000 — Грунт Турнир 2012                                            | Александра Крунич 6-3 6-3                              | Чичи Шоль                                       |
| 18 июня     | Ленцерхайде, Швейцария $25,000 — Грунт Турнир 2012                                            | Александра Крунич Ана Врлич 6-2 6-4                    | Ксения Лыкина Изабелла Шиникова                 |
| 18 июня     | Кристинехамн, Швеция $25,000 — Грунт Турнир 2012                                              | Саша Джонс 6-4 6-4                                     | Магда Линетт                                    |
| 18 июня     | Кристинехамн, Швеция $25,000 — Грунт Турнир 2012                                              | Елена Бовина Валерия Соловьёва 6-2 6-2                 | Виктория Киселёва Илона Кремень                 |
| 25 июня     | Балш, Румыния $10,000 — Грунт Турнир 2012                                                     | Патрича Мария Циг 6-4 7-5                              | Александра Дамаскин                             |
| 25 июня     | Балш, Румыния $10,000 — Грунт Турнир 2012                                                     | Лаура-Йоана Андрей Ралука Елена Платон 5-7 6-3 [10-8]  | Камелия-Елена Христя Аличе-Андрада Раду         |
| 25 июня     | Буффало, США $10,000 — Грунт Турнир 2012                                                      | Джейми Лёб 7-6(5) 6-2                                  | Торнадо Алисия Блэк                             |
| 25 июня     | Буффало, США $10,000 — Грунт Турнир 2012                                                      | Ника Кухарчук Джейми Лёб 1-6 6-3 [10-8]                | Фатма Аль Набхани Жаклин Како                   |
| 25 июня     | Измир, Турция $10,000 — Хард Турнир 2012                                                      | Юлия Калабина 4-6 6-2 6-3                              | Бермет Дуванаева                                |
| 25 июня     | Измир, Турция $10,000 — Хард Турнир 2012                                                      | Ана Богдан Теодора Мирчич 6-3 3-0 — отказ              | Эбби Майерс Мелис Сезер                         |
| 25 июня     | Мелилья, Испания $10,000 — Хард Турнир 2012                                                   | Росио де ла Торре-Санчес 6-0 7-5                       | Александра Нанкарроу                            |
| 25 июня     | Мелилья, Испания $10,000 — Хард Турнир 2012                                                   | Татьяна Буа Мелина Ферреро 7-5 6-2                     | Мариона дель Перал-Франсин Шарлотта Рёмер       |
| 25 июня     | Прокупле, Сербия $10,000 — Грунт Турнир 2012                                                  | Ана Савич 6-2 6-4                                      | Шанталь Шкамлова                                |
| 25 июня     | Прокупле, Сербия $10,000 — Грунт Турнир 2012                                                  | Лина Джёрческа Далия Зафирова 6-3 6-2                  | Хуля Эсен Лютфие Эсен                           |
| 25 июня     | Бреда, Нидерланды $10,000 — Грунт Турнир 2012                                                 | Ангелика ван дер Мет 6-2 6-4                           | Аньезе Цуккини                                  |
| 25 июня     | Бреда, Нидерланды $10,000 — Грунт Турнир 2012                                                 | Исалин Бонавентюре Изабелла Шиникова 6-4 7-6(5)        | Каролина Даниэльс Ксения Кнолль                 |
| 25 июня     | Шарм-эш-Шейх, Египет $10,000 — Хард Турнир 2012                                               | Залина Хайрудинова 5-7 6-2 7-5                         | Анна Моргина                                    |
| 25 июня     | Шарм-эш-Шейх, Египет $10,000 — Хард Турнир 2012                                               | Полина Монова Екатерина Яшина 7-5 4-6 [10-8]           | Камила Керимбаева Залина Хайрудинова            |
| 25 июня     | Паттайя, Таиланд $10,000 — Хард Турнир 2012                                                   | Анна Тюльпа 6-4 6-2                                    | Чжу Линь                                        |
| 25 июня     | Паттайя, Таиланд $10,000 — Хард Турнир 2012                                                   | Тайра Кальдервуд Диэнн Холландс 6-1 6-3                | Дэн Мэн Нин Чжао Цянъян                         |
| 25 июня     | Инчхон, Южная Корея $25,000 — Хард Турнир 2012                                                | Чжань Цзиньвэй 3-6 6-2 6-1                             | Чжан Лин                                        |
| 25 июня     | Инчхон, Южная Корея $25,000 — Хард Турнир 2012                                                | Лян Чэнь Сунь Шэннань 6-3 6-2                          | Ким Чи Ёун Ю Ми                                 |
| 25 июня     | Перигё, Франция $25,000 — Грунт Турнир 2012                                                   | Ирина Хромачёва 6-3 6-2                                | Моника Пуиг                                     |
| 25 июня     | Перигё, Франция $25,000 — Грунт Турнир 2012                                                   | Майлен Ору Мария Иригойен 6-1 6-2                      | Летисия Костас-Морейра Инес Феррер-Суарес       |
| 25 июня     | Файхинген, Германия $25,000 — Грунт Турнир 2012                                               | Катерина Козлова 3-6 7-5 6-4                           | Флоренсия Молинеро                              |
| 25 июня     | Файхинген, Германия $25,000 — Грунт Турнир 2012                                               | Сандра Клеменшиц Татьяна Малек 6-3 6-2                 | Ленка Юрикова Зузана Лукнарова                  |
| 25 июня     | Рим, Италия $25,000 — Грунт Турнир 2012                                                       | Мария-Тереса Торро-Флор 6-3 6-0                        | Тереза Мрдежа                                   |
| 25 июня     | Рим, Италия $25,000 — Грунт Турнир 2012                                                       | Мари-Эв Пеллетье Лора Торп 6-0 3-6 [10-8]              | Джулия Коэн Валентина Ивахненко                 |
| 25 июня     | Истад, Швеция $25,000 — Грунт Турнир 2012                                                     | Карина Виттхёфт 6-2 6-1                                | Валерия Соловьёва                               |
| 25 июня     | Истад, Швеция $25,000 — Грунт Турнир 2012                                                     | Магда Линетт Катажина Питер 6-3 6-3                    | Оксана Калашникова Ленка Винерова               |